# Opercularia spermacocea
Opercularia spermacocea är en måreväxtart som beskrevs av Antoine Laurent de Jussieu. Opercularia spermacocea ingår i släktet Opercularia och familjen måreväxter.
Artens utbredningsområde är Western Australia. Inga underarter finns listade i Catalogue of Life.